# خداشناسی سازنده
خداشناسی سازنده (به انگلیسی: Constructive theology)، بازتعریف {{{textor reconceptualization}}}[نیازمند یادکرد] دوباره است از آنچه که از دیدگاه تاریخی به عنوان خداشناسی سیستماتیک شناخته شده‌است. دلیل این ارزیابی دوباره از این ایده سرچشمه می‌گیرد که در خداشناسی سیستماتیک، الهی‌دان تلاش می‌کند تا نظریه‌ای یکپارچه را ایجاد کند که از طریق آموزه‌های مختلف درون سنت (مسیح‌شناسی، آخرت‌شناسی، جان‌شناسی و غیره) جریان دارد). یک مشکل بالقوه در زیربنای چنین مطالعه‌ای این است که در ساختن یک نظام خداشناسی، ممکن است عناصر خاصی به یک ساختار پیش‌فرض «اجباری» شوند، یا به‌کلی کنار گذاشته شوند تا انسجام نظام کلی حفظ شود.